# دیادووتسی
دیادووتسی (به بلغاری: Dyadovtsi) یک منطقهٔ مسکونی در بلغارستان است که در شهرستان آردینو واقع شده‌است.
 دیادووتسی ۶٫۰۲۵ کیلومتر مربع مساحت و ۸۵ نفر جمعیت دارد.